# Fadoro Hilihambawa
Fadoro Hilihambawa is een bestuurslaag in het regentschap Nias Utara van de provincie Noord-Sumatra, Indonesië. Fadoro Hilihambawa telt 830 inwoners (volkstelling 2010).